# Victor Kraus
Victor von Kraus, též Viktor von Kraus (2. listopadu 1845 Praha – 3. listopadu 1905 Vídeň), byl rakouský pedagog a politik německé národnosti rodem z Čech, v 2. polovině 19. století poslanec Říšské rady, počátkem 20. století předseda spolku Deutscher Schulverein.

## Biografie
Působil jako gymnaziální profesor ve Vídni.
Narodil se v Praze (v nekrologu v deníku Bohemia se ovšem píše, že byl rozen v Opavě). Vystudoval Vídeňskou univerzitu. V roce 1867 také studoval na Berlínské univerzitě. Roku 1868 se stal učitelským čekatelem a roku 1870 řádným profesorem dějepisu a zeměpisu na gymnáziu ve vídeňském Leopoldstadtu. Během prusko-francouzské války sloužil v polním lazaretu a získal za to pruské vyznamenání. Ve válce přišel o oko. Po návratu do Vídně se angažoval v německých národoveckých organizacích a roku 1880 byl jedním z šesti zakladatelů spolku Deutscher Schulverein, zaměřeného na podporu německého školství, zejména v národnostně smíšených regionech Předlitavska. Stal se jeho prvním místopředsedou. Do jeho referátu spadala velká část Čech.
Působil taky jako poslanec Říšské rady (celostátního parlamentu Předlitavska), kam nastoupil v doplňovacích volbách roku 1883 za kurii městskou v Štýrsku, obvod Hartberg, Feldbach, Fürstenfeld, Weiz, Gleisdorf atd. poté, co zemřel poslanec Oskar Falke. Slib složil 4. prosince 1883. Mandát zde obhájil v řádných volbách roku 1885 a volbách roku 1891. Ve volebním období 1879–1885 se uvádí jako rytíř Dr. Victor von Kraus, gymnaziální profesor, bytem Vídeň.
V roce 1883 i po volbách roku 1885 se uvádí coby člen klubu Sjednocené levice, který utvořilo několik ústavověrných politických proudů liberálního a centralistického ražení. Byl předsedou klubu Pokrokové strany v Leopoldstadtu. Na Říšské radě se zabýval hlavně školskými tématy. Vystupoval proti obnovování konfesijního charakteru školství a podporoval moderní pedagogické metody.
V roce 1890 se uvádí na Říšské radě jako poslanec nacionalistického klubu Deutschnationale Vereinigung. V roce 1894 je již uváděn jako člen Německé lidové strany. Ve volbách roku 1897 ale nevyšla obhajoba jeho mandátu v Říšské radě, když ho porazil národnostně ještě radikálnější kandidát.
Habilitoval se jako soukromý docent dějin na Vídeňské univerzitě. Napsal řadu historických prací a publikoval na téma pedagogiky. Až do svého úmrtí zastával funkci ředitele dívčího gymnázia ve Vídni. V roce 1905, poté co zemřel Moritz Weitlof, se Victor Kraus taky stal druhým předsedou německého spolku Deutscher Schulverein. Ve funkci ovšem setrval jen po několik měsíců do své smrti.
Zemřel v listopadu 1905, přesněji v noci z 3. na 4. listopadu.